# Cannaregio

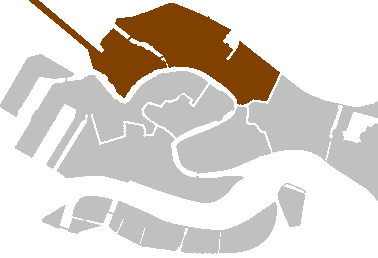
Ubicació de Cannaregio a Venècia.

Cannaregio és un del sis sestieri (districtes) de la ciutat de Venècia, i el situat més al nord de la ciutat. És el segon més extens i el de més població, amb 14.927 persones l'any 2020.
L'illa di San Michele, l'històric cementiri insular, forma part del districte.

## Història
El canal Cannaregio, que va ser la ruta principal d'entrada a la ciutat fins a la construcció d'un enllaç de ferrocarril a terra ferma, va donar el districte el seu nom (Canal Regio en italià vol dir Canal Reial). La construcció del barri va començar al segle xi quan l'àrea va ser dessecada i s'hi van dragar canals paral·lels. Tot i que es van construir elegants "palazzos" de cara al Gran Canal, l'àrea va créixer principalment com a allotjament de la classe treballadora. Al començament del 1516, es va restringir els jueus a viure en una àrea del barri coneguda com a Ghetto. Aquesta àrea va ser envoltada per portes vigilades que ningú podia travessar des de la posta de sol fins al matí. Aquestes restriccions en la vida jueva diària va continuar per més de 270 anys, fins que Napoleó Bonaparte va conquerir la República veneciana el 1797. Va desfer el ghetto i va donar a tots els residents venecians la llibertat d'escollir on viure.
Al segle xix, els enginyers civils van construir un carrer que es va anomenar Strada Nuova a través de Cannaregio. També van construir un pont de ferrocarril i pont de carretera per connectar Venècia directament a Mestre. Avui, les àrees del districte al llarg del Gran Canal des de l'estació de tren de Santa Llúcia al pont de Rialto solen estar ple de turistes, però la resta de Cannaregio és residencial i relativament tranquil·la, amb mercats matinals i botigues de proximitat.

## Llocs destacats
- Ghetto venecià
- Estació de ferrocarril de Santa Llúcia
- Ponte delle Guglie
- Ponte dei Tre Archi
- Palazzo Bonfadini Vivante
- Palazzo Correr Contarini Zorzi
- Palazzo Giustinian Pesaro
- Palazzo Falier
- Palazzo Labia
- Palazzo Nani
- Palazzo Savorgnan
- Palazzo Testa
- Isola di San Michele
- Ca' Vendramin Calergi
- Ca' d'Oro
- Sacca della Misericordia